# Dannie Druehyld
Dannie Druehyld, født Marie Joyce Vestergaard (1947– 2021) var en dansk forfatter, pædagog og klimaaktivist. Hun var Danmarks eneste officielt registrerede heks og er kendt for klassikeren "Heksens Håndbog" fra 1987.